# Sla
Sla es una comuna (khum) del distrito de Samraong, en la provincia de Takéo, Camboya. En marzo de 2008 tenía una población estimada de 7766 habitantes.
Se encuentra ubicada al sur del país, en la llanura camboyana, cerca del río Mekong y de la frontera con Vietnam.